# Apristurus manis
Espèce
Répartition géographique
Statut de conservation UICN

 LC  : Préoccupation mineure
Apristurus manis est une espèce de requins.